# Hephaestioides cyanipennis
Hephaestioides cyanipennis là một loài bọ cánh cứng trong họ Cerambycidae.